# Титенко, Мария Илларионовна
Мария Илларионовна Титенко (1902, село Покровское (Покровка), теперь несуществующее село на территории Херсонской области — 1992, город Херсон) — украинский советский деятель, Заслуженный врач Украинской ССР, врач-хирург Херсонской областной больницы. Депутат Верховного Совета СССР 4-5-го созывов.

## Биография
Родилась в 1902 году в семье служащего. В 1924 году окончила Херсонскую акушерскую школу.
С 1924 года работала медицинской сестрой в окружной больнице города Кривой Рог, в Бериславском районной больнице, в Херсонской городской больнице.
В 1932—1937 годах — студентка Одесского медицинского института.
В 1937 году, после окончания института, была направлена врачом-хирургом в Херсонскую городскую центральную рабочую поликлинику и Херсонскую городскую больницу № 1.
С июня 1941 года — в Красной армии, участник Великой Отечественной войны. Работала начальником хирургического отделения эвакогоспиталей на Южном, Сталинградском, 4-м Украинском фронтах.
В 1946—1955 годах — старший ординатор хирургического отделения Херсонской областной больницы. Преподавала в Херсонской фельдшерской школе.
В 1955—1974 годах — заведующий хирургическим отделением Херсонской городской больницы № 2. Выполняла обязанности Херсонского городского хирурга.
Член КПСС с 1957 года.
С 1974 года — хирург Херсонской городской больницы № 2.
Потом — на пенсии в городе Херсоне, где и умерла в 1992 году.

## Звания
- старший лейтенант медицинской службы
- капитан медицинской службы

## Награды
- орден Ленина
- орден Трудового Красного Знамени
- орден «Знак Почета»
- два ордена Отечественной войны II ст. (4.06.1945, 6.04.1985)
- медаль «За боевые заслуги» (15.07.1944)
- медаль «За оборону Сталинграда»
- медаль «За победу над Германией в Великой Отечественной войне 1941—1945 гг.»
- медали
- знак «Отличник здравоохранения»
- Заслуженный врач Украинской ССР (1957)
- Почетный гражданин города Херсона (27.03.1968)